# Emilio Sagi-Barba (futbolista)
Para el cantante lírico, véase Emilio Sagi Barba (barítono).
Emilio Sagi Liñan (Bolívar, Argentina, 25 de marzo de 1900; Barcelona, 25 de mayo de 1951) fue un futbolista español, argentino de nacimiento, que destacó en la Liga española de fútbol en los años 1920. 
Pese a apellidarse Sagi Liñán, fue conocido como "Sagi-Barba" por ser hijo del gran barítono Emilio Sagi Barba, muy popular en la época. De familia catalana, nació circunstancialmente en Bolívar, Argentina, donde sus padres estaban cumpliendo compromisos profesionales. 
Residente en España desde los tres años, sus primeros contactos con el fútbol los tuvo en el Colegio Condal de Barcelona. Posteriormente jugó en los equipos del colegio Bonanova y el FC Cataluña, ambos en categoría infantil. De joven, y durante sus vacaciones en Cadaqués, solía jugar a fútbol con amigos entre los que se encontraba un también joven Salvador Dalí, según explicó el propio pintor español, y Josep Samitier, que avaló la incorporación de Sagi-Barba al FC Barcelona cuando éste tenía 15 años.
En la temporada 1916-1917, con tan sólo 17 años, se incorporó al primer equipo del FC Barcelona, en el que permaneció hasta 1936, aunque con algunas interrupciones. Mientras cursó sus estudios en la Escuela Industrial de Tarrasa militó en el equipo de esta ciudad y, en 1919 se casó y decidió retirarse del fútbol, aunque en 1922 decidió volver a los terrenos de juego. 
Fue, jugando como extremo izquierdo, titular del FC Barcelona que se adjudicó la primera Liga española de fútbol de la historia.  A ese título, Sagi-Barba añadió cuatro Copas de España y doce Campeonatos de Cataluña. 
Con el club barcelonés disputó un total de 455 partidos, cifra que lo sitúa entre los quince jugadores que más partidos han disputado en la historia del club catalán. En su extensa etapa como jugador barcelonista marcó un total de 134 goles y ganó cuatro títulos. Las crónicas coinciden en señalar que no falló un solo penalti en toda su carrera deportiva.
Llegó a jugar un partido internacional con la Selección española, el 19 de diciembre de 1926, en Vigo, y ante Hungría.

## Clubes
| Club         | País   | Año       |
| ------------ | ------ | --------- |
| FC Barcelona | España | 1916-1936 |

## Palmarés
- 1 Liga española de fútbol: 1928-1929.
- 4 Copa de España: 1922, 1925, 1926 y 1928.
- 12 Campeonatos de Cataluña.